# お茶の井ヶ田
お茶の井ヶ田株式会社（おちゃのいげた）は、宮城県仙台市青葉区に本社を置く茶・菓子の製造販売を行う企業。
本項では井ヶ田グループ各社（関連会社の井ヶ田製茶株式会社（いげたせいちゃ）など）についても包括して記述する。

## 概要
宮城県内で日本茶と和洋菓子（喜久福、千日餅、ひとくちずんだ餅等）を製造・卸・販売するほか、県内を中心に店舗展開をし東北地方だけではなく関東地方に店舗を展開する企業である。
1920年（大正9年）11月3日、仙台市青葉区国分町にのれん分け（繁田園分店）で開業し、1928年（昭和3年）3月に一番町に移転した。戦後、1967年（昭和42年）12月に大町に本社を移転。本社移転後も一番町本店での営業は続けられた。
1977年（昭和52年）1月には「お茶の井ヶ田株式会社」を設立。一番町本店もお茶の井ヶ田の店舗となり、1978年（昭和53年）には初の支店となる仙台エスパル店を開店した。
1987年（昭和62年）一番町本店改装
1992年（平成4年）お茶の里総合流通センター完成
1993年（平成5年）抹茶ソフトクリーム販売
1997年（平成9年）出店数10店舗達成
1998年（平成10年）『喜久福』の発売スタート
2004年（平成16年）青森県・五所川原店開店（県外初）、出店数20店舗達成
2006年（平成18年）出店数30店舗達成
2008年（平成20年）出店数40店舗達成
2010年（平成22年）出店数50店舗達成
2014年（平成26年）秋保ヴィレッジ開店
2017年（平成29年）平成28年度仙台市「四方よし」企業大賞受賞
2020年（令和2年）お茶の井ヶ田　創業100周年
2021年（令和3年）アグリエの森　Leaf marche（リーフマルシェ）開店、県内最大級の支店
2021年（令和3年）一番町本店（一番町商店街）から仙台中央本店（クリスロード商店街）に移転
一番町本店は一番街商店街で90年以上営業してきたが、建物の老朽化により2021年5月31日に閉店。同年6月1日からは仙台市青葉区のクリスロード商店街にお茶の井ケ田仙台中央本店がオープンした。

## 展開する主な店舗
- お茶の井ヶ田
- 喜久水庵
- 茶寮kikusui
- 秋保ヴィレッジ
- アグリエの森

## 沿革
※ 住所は現在のもの。当時の住所は詳細不明。
- 1920年（大正9年）11月 - 仙台市青葉区国分町にて創業[1]。
- 1928年（昭和3年）3月 - 仙台市青葉区一番町に移転[1]。
- 1935年（昭和10年） - 仙台初売りのおまけに「空の茶箱」をつけた[3]。
- 1948年（昭和23年）6月 - 「株式会社井ヶ田茶舗」に改組[1]。
- 1967年（昭和42年）12月 - 仙台市青葉区大町に本社・工場完成[1]。
- 1968年（昭和43年）7月 - 「井ヶ田製茶株式会社」に社名変更[1]。
- 1971年（昭和46年）5月 - 卸町に冷蔵庫完成[1]。
- 1977年（昭和52年）1月 - 「お茶の井ヶ田株式会社」設立[1]。
- 1992年（平成4年）5月 - お茶の里「総合流通センター」が完成[1]。